# Gertraud von Bullion

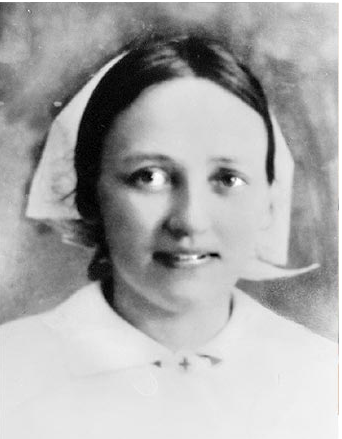
Gertraud von Bullion (1914, als Rotkreuzschwester)

Schwester Gertraud von Bullion, vollständiger Name Gertraud Gräfin von Bullion, (* 11. September 1891 in Würzburg; † 11. Juni 1930 in Isny). Gemeinsam mit ihrer Cousine Marie Christmann wurde sie am 8. Dezember 1920 als erstes weibliches Mitglied in die Schönstattbewegung aufgenommen. Das war der Gründungsakt des Schönstatt-Frauenbundes.

## Leben
Gertraud von Bullion war das vierte von sechs Kindern des Offiziers Arthur Graf von Bullion aus der Familie Bullion und seiner Frau Maria Theresia (geborene Startz) und ältere Schwester von Konrad von Bullion. Sie verbrachte ihre ersten Kindheitsjahre in ihrem Geburtsort Würzburg; getauft wurde sie in ihrem Geburtsjahr in der dortigen Dompfarrei. 1897 zog die Familie nach Augsburg um, wo sie zunächst die dortige Schule der Mary-Ward-Schwestern besuchte. Ihre weitere Schulbildung erhielt sie bis zu ihrem Schulabschluss 1909 in verschiedenen Internaten der Gesellschaft vom Heiligen Herzen Jesu (Sacré-Cœur) in Riedenburg (Österreich), Fontaine-l’Évêque (Belgien) und Leamington (England). In England wurde sie Mitglied der Marianischen Kongregation. Als Lebensmotto wählte sie „Serviam – Dienen will ich“.
Im Ersten Weltkrieg arbeitete Gertraud von Bullion von 1914 bis 1918 als freiwillige Rotkreuzschwester in Lazaretten im französischen Cambrai und in den belgischen Orten Mons und Hasselt. In Mons hatte sie 1917 ihre erste Begegnung mit der Schönstattbewegung durch Franz Xaver Salzhuber, einen Sanitätsoffizier und Pallottinerstudenten, von dem sie erstmals Näheres über Josef Kentenich und dessen „Liebesbündnis mit der Dreimal Wunderbaren Mutter im Heiligtum“ erfuhr. Noch von Mons aus nahm sie brieflichen Kontakt zu Kentenich auf.
Am 8. Dezember 1920 wurde sie gemeinsam mit ihrer Cousine Marie Christmann in die Schönstatt-Gemeinschaft aufgenommen. Das Datum gilt als der Gründungstag der Schönstätter Frauenbewegung. Gertraud von Bullion machte den Aufbau der Bewegung zu ihrer Lebensaufgabe.
Anfang Januar 1921 wurde bei ihr Tuberkulose diagnostiziert. Die Zeit von Mai bis Oktober verbrachte sie in einer Heilanstalt in Bad Lippspringe, unterbrochen von der Teilnahme an der ersten Frauentagung in Schönstatt. Dort wurde ihr die Verantwortung für die nördlichen Diözesen übertragen. Zwischen 1922 und 1930 folgten weitere Kuraufenthalte in Schömberg im Schwarzwald, Geislingen an der Steige und in Isny im Allgäu.
Am 16. April 1925 legten die ersten weiblichen Schönstatt-Mitglieder feierliche Versprechen („Lebensweihe“) ab. Bei der Feier wählte Pater Kentenich ein von Schwester Gertraud verfasstes Gebet. Trotz der Verschlimmerung ihrer Krankheit setzte sie sich weiter intensiv für den Aufbau des Schönstatt-Frauenbundes ein. Am 21. April 1929 bot Gertraud von Bullion auf dem Gemeinschaftstag in Ulm ihr Leben für das Aufblühen der Bewegung. Im folgenden Jahr starb sie in einem Krankenhaus in Isny und wurde auf dem Friedhof in Kempten in der Gruft der Familie von Bullion bestattet.

## Nachwirken
1932 gab Nikolaus Lauer erstmals ihre Biografie heraus, die in viele Sprachen übersetzt und immer wieder neu aufgelegt wurde. 1940 erinnerte Pater Kentenich aus Anlass des 20-jährigen Bestehens der Frauenbewegung besonders an Schwester Gertraud, die sich für die Bewegung „buchstäblich verzehrt“ habe und vor deren Größe er „ehrfüchtig stehe“. Seit 1967 trägt die Glocke des Haupthauses der Schönstätter Frauenbewegung in Vallendar ihren Wahlspruch „SERVIAM“ und seit 1975 werden Gebetserhörungen für sie gesammelt. 1981 wurden ihre gesammelten Schriften herausgegeben.
1991 wurde anlässlich ihres 100. Geburtstags im Bistum Augsburg mit der Vorbereitung des Seligsprechungsprozesses begonnen. Schon seit 1978 waren Nachforschungen zu ihrem Wirken in Deutschland, Frankreich und Belgien angestellt worden.
1993 wurde das „Sekretariat Gertraud von Bullion“ in Vallendar eingerichtet, das seitdem Mitteilungen, Novenen und Fürbitten in verschiedenen Sprachen veröffentlicht. Als Gedenk- und Ausstellungsstätte wurde im Juli 1995 das „Haus Gertraud von Bullion“ in Vallendar durch Bischof Viktor Josef Dammertz eingeweiht.

## Schriften
- Rosenkranzgebet mit Gertraud von Bullion. 1891–1930. Herausgegeben vom Schönstatt-Frauenbund. Schönstatt-Verlag, Vallendar 2010, ISBN 978-3-935396-26-4.
- Gertraud-Perlen (Buchreihe):
  - Teil: Nr. 1. Gott in der Natur begegnen. Schönstatt-Verlag, Vallendar 2010, ISBN 978-3-935396-24-0.
  - Teil: Nr. 2. Faszination Maria., Schönstatt-Verlag, Vallendar 2010, ISBN 978-3-935396-28-8.
  - Teil: Nr. 3. Das bist du mir wert. Schönstatt-Verlag, Vallendar 2010, ISBN 978-3-935396-33-2.